# 能高大山紫雲英
能高大山紫雲英（学名：Astragalus nokoensis）为豆科紫雲英屬下的一个种。